# Тальцы (музей)
Ирку́тский архитекту́рно-этнографи́ческий музе́й «Тальцы́» — иркутское государственное автономное учреждение культуры, уникальное собрание памятников истории, архитектуры и этнографии XVII—XX веков.

## География
Расположен в посёлке Тальцы, на правом берегу реки Ангары, в 20 километрах севернее её истока и в 41 километре юго-восточнее Иркутска.
Площадь территории — 67 гектаров.

## История
Музей основан в 1969 году, принял первых посетителей в 1980 году.
Основа музея — деревянные постройки малых городов и сёл Иркутской области, попавших в зону затопления при постройке каскада ГЭС на Ангаре во второй половине XX века.
Ранее на месте музея располагалось крупное село Тальцы, в котором даже присутствовала промышленность (стекольный завод, позднее переведённый в город Тулун), однако при постройке Иркутской ГЭС и образования водохранилища основная часть села была затоплена. На возвышенности был образован музей.
В настоящее время на территории музея свыше 40 памятников архитектуры и более 8000 экспонатов, повествующих о жизни сибирских сёл XVII—XIX веков.
В 1980 году музей стал местом съёмок фильма «Февральский ветер».

## Экспозиции
В музее ретроспективно воссоздано четыре историко-культурные зоны: русская старожильческая, бурятская, эвенкийская и тофаларская.
На территории музея реконструирована южная стена деревянного Илимского острога, включающего в себя Большую Спасскую проезжую башню (1667 год постройки) и Казанскую привратную церковь (1697 год постройки), перевезённых из затопленного Илимска.

## Галерея

Экспозиции
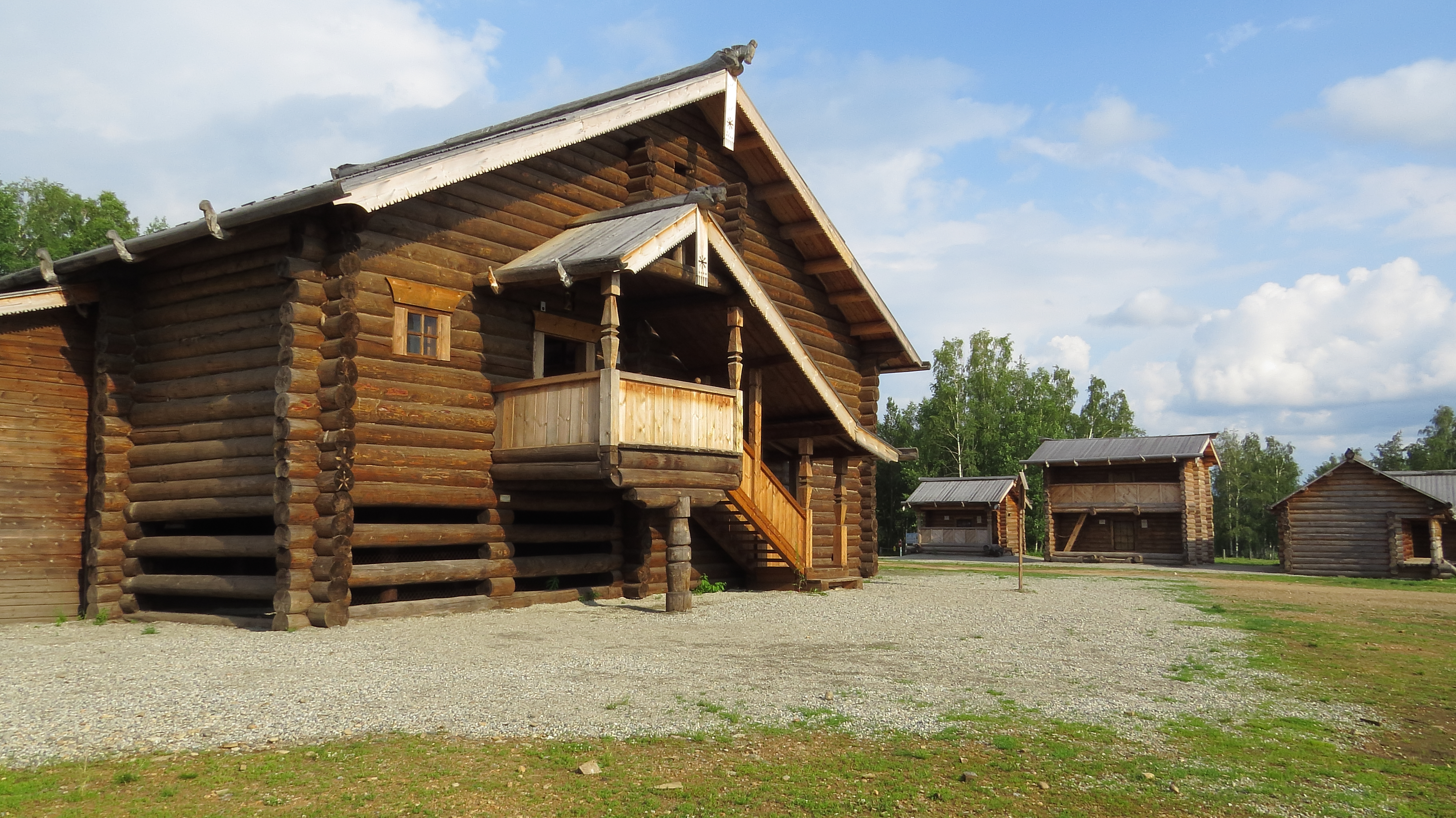
Изба
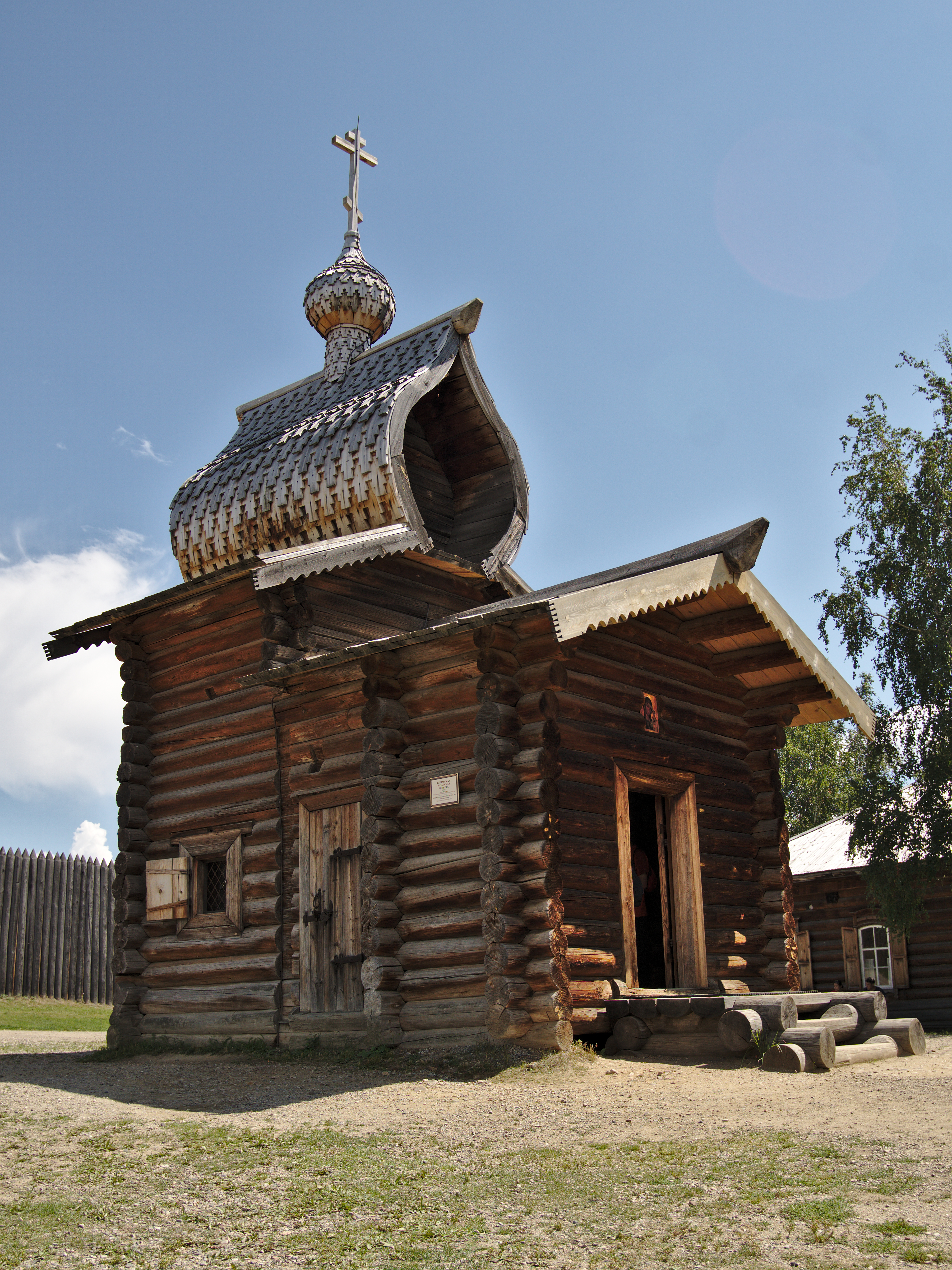
Казанская церковь
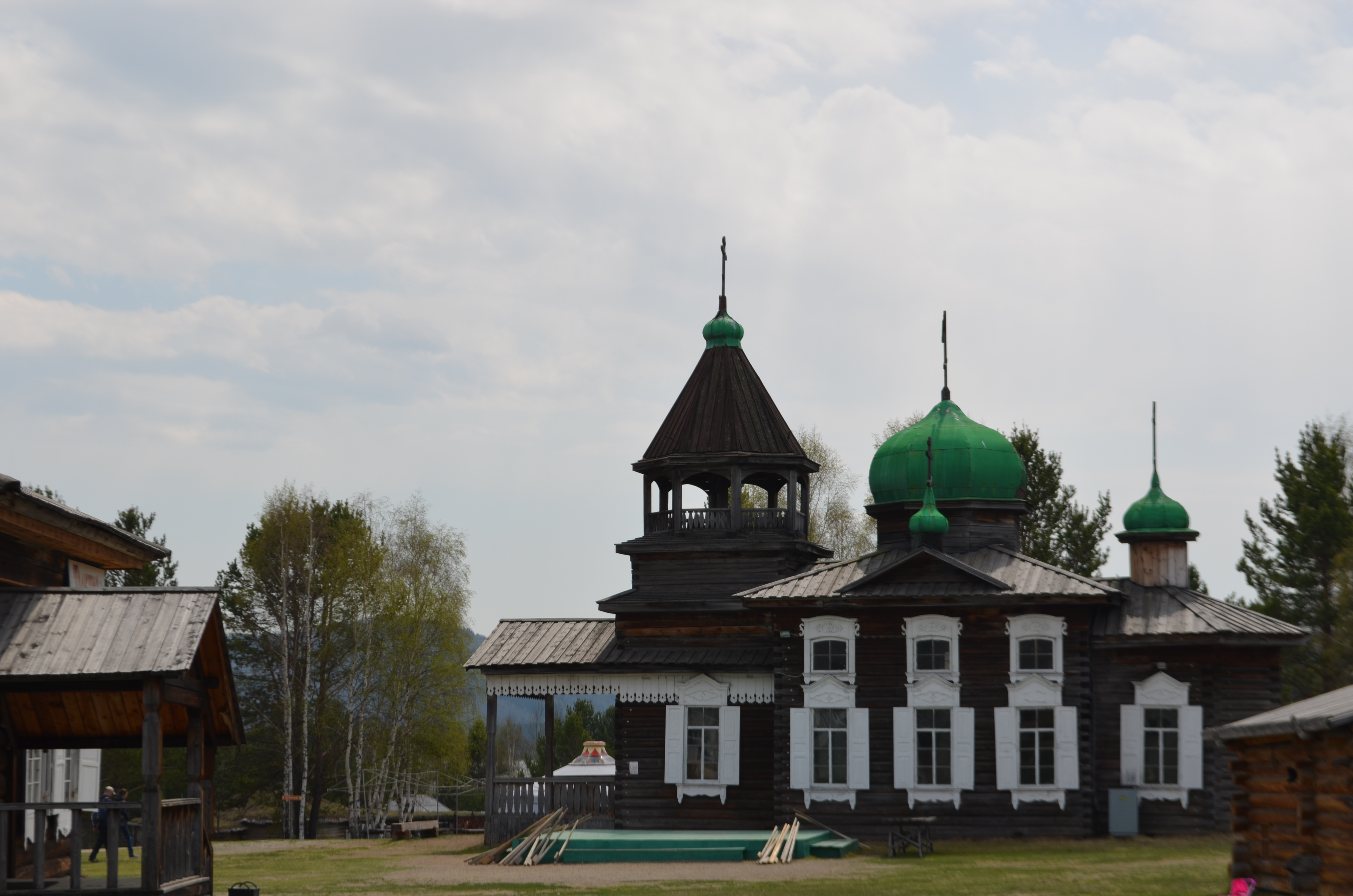
Троицкая церковь
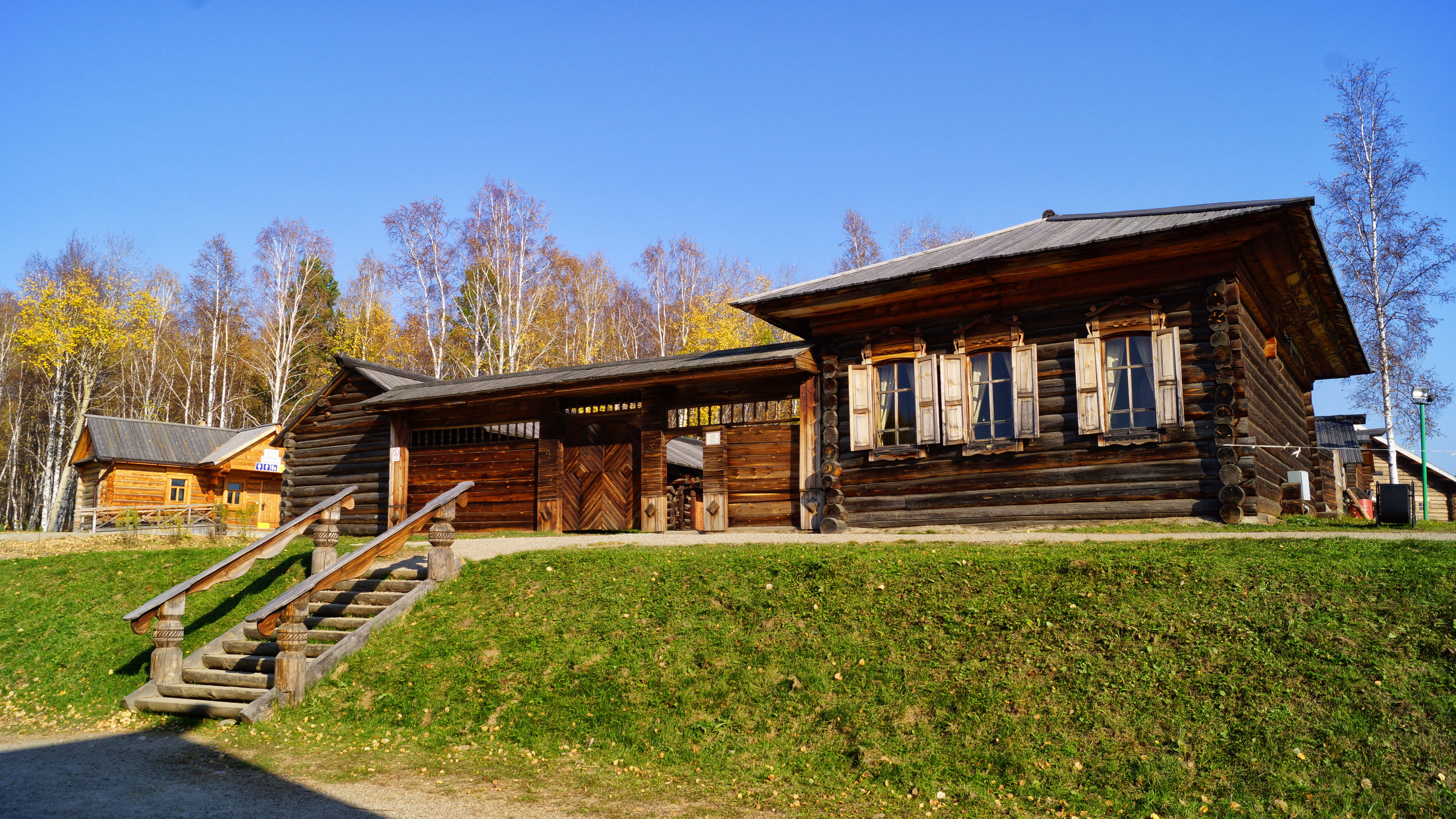
Усадьба
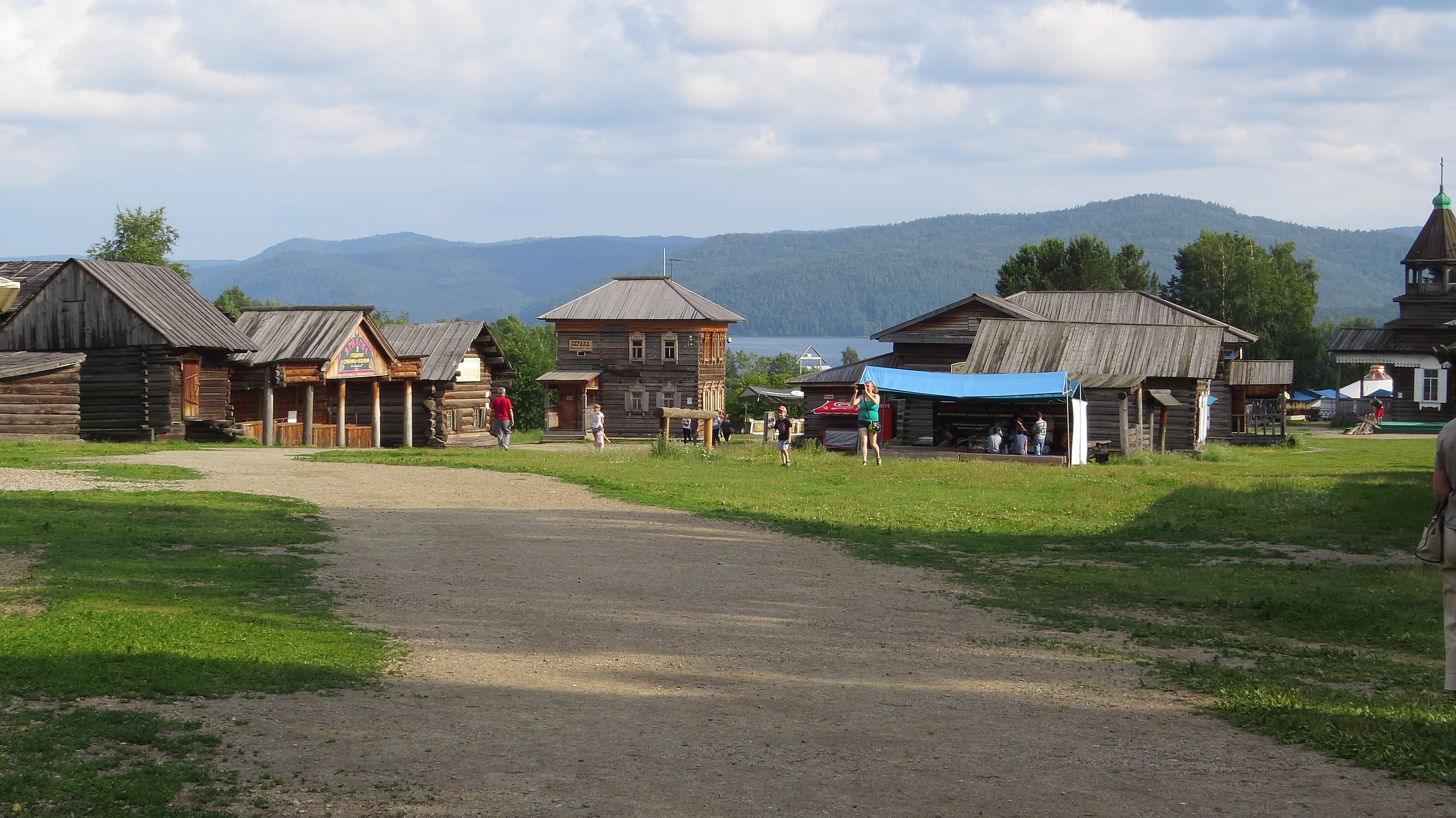
Улица
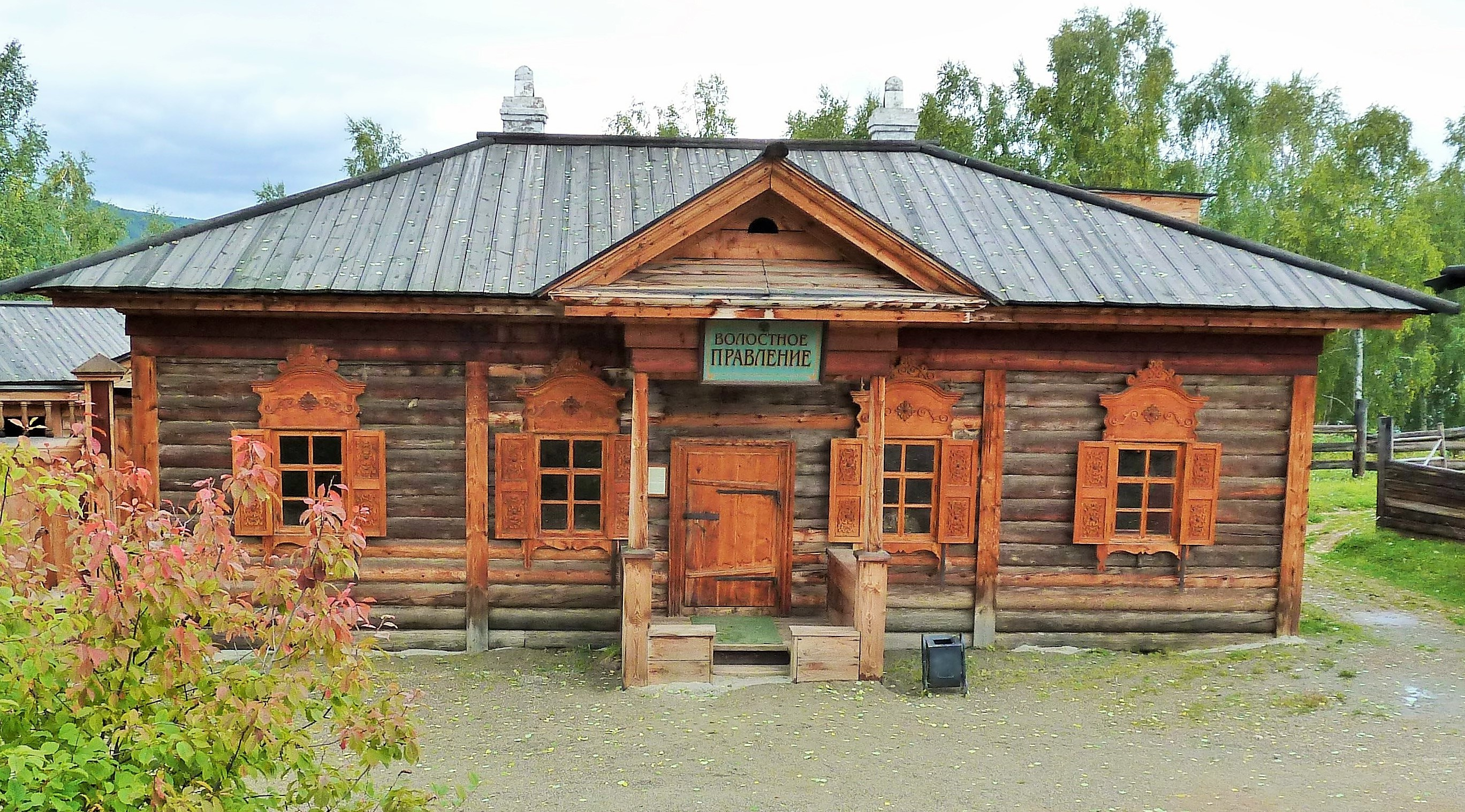
Изба правления
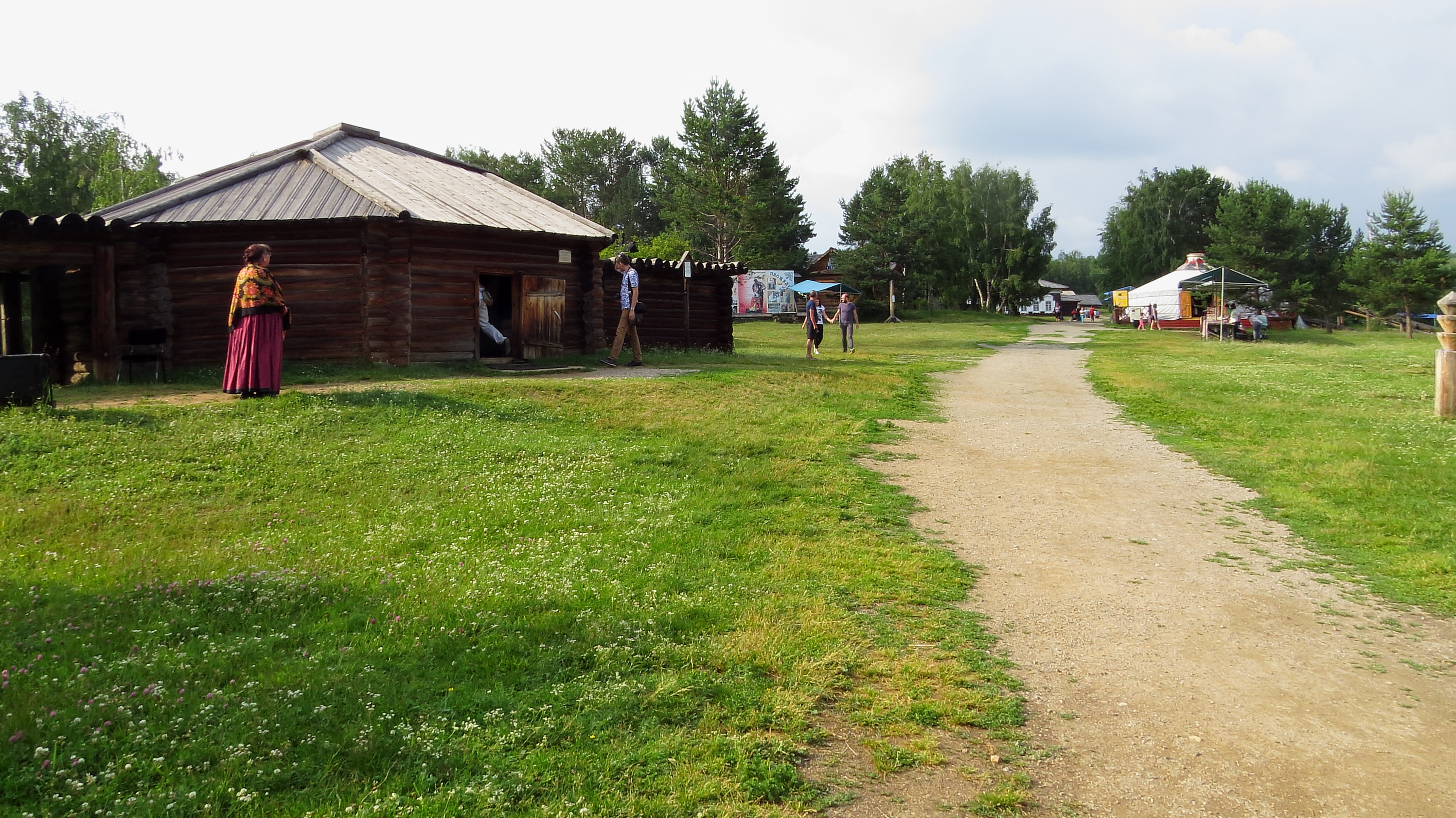
Дорожка
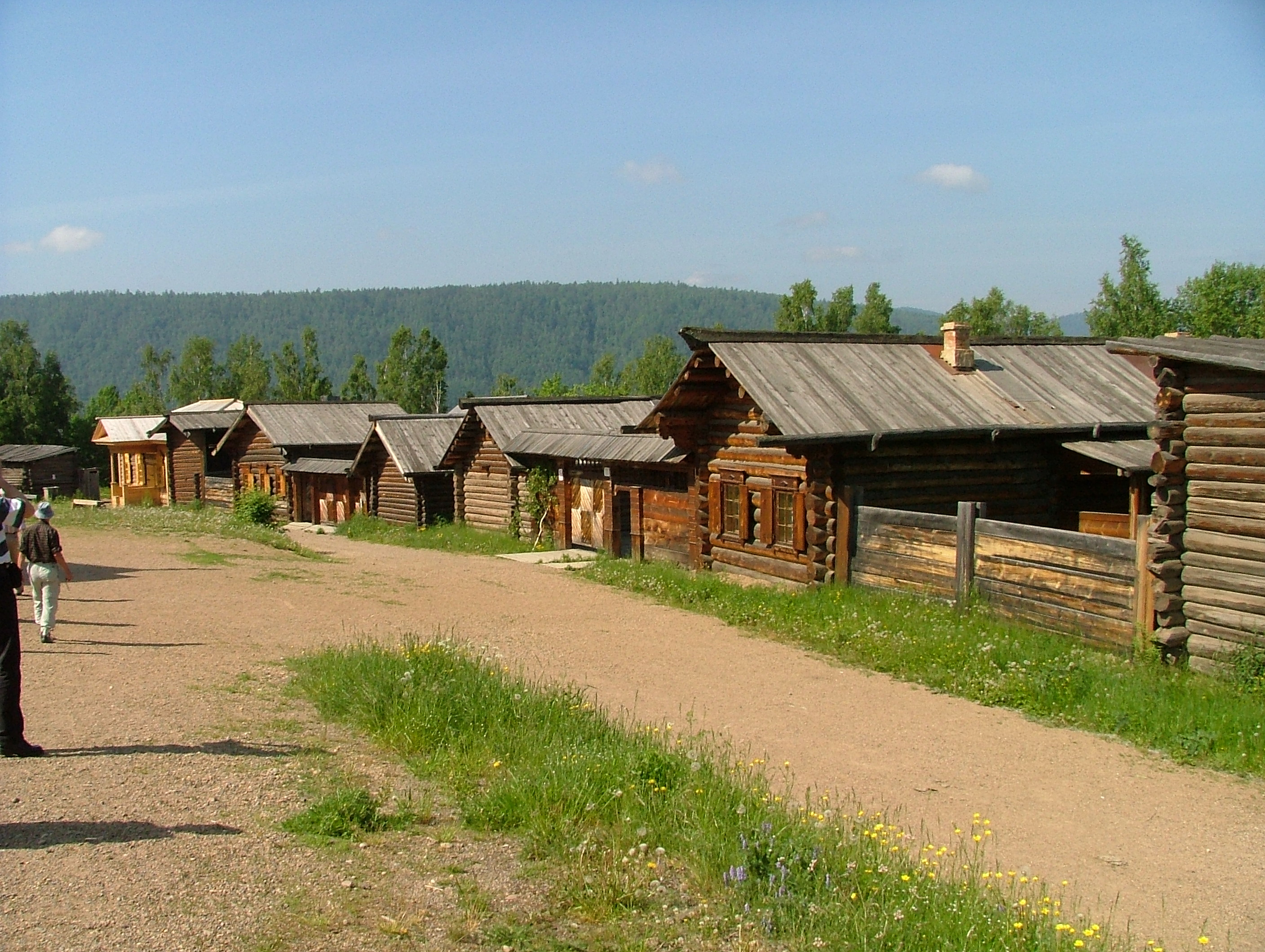
Сельская улица
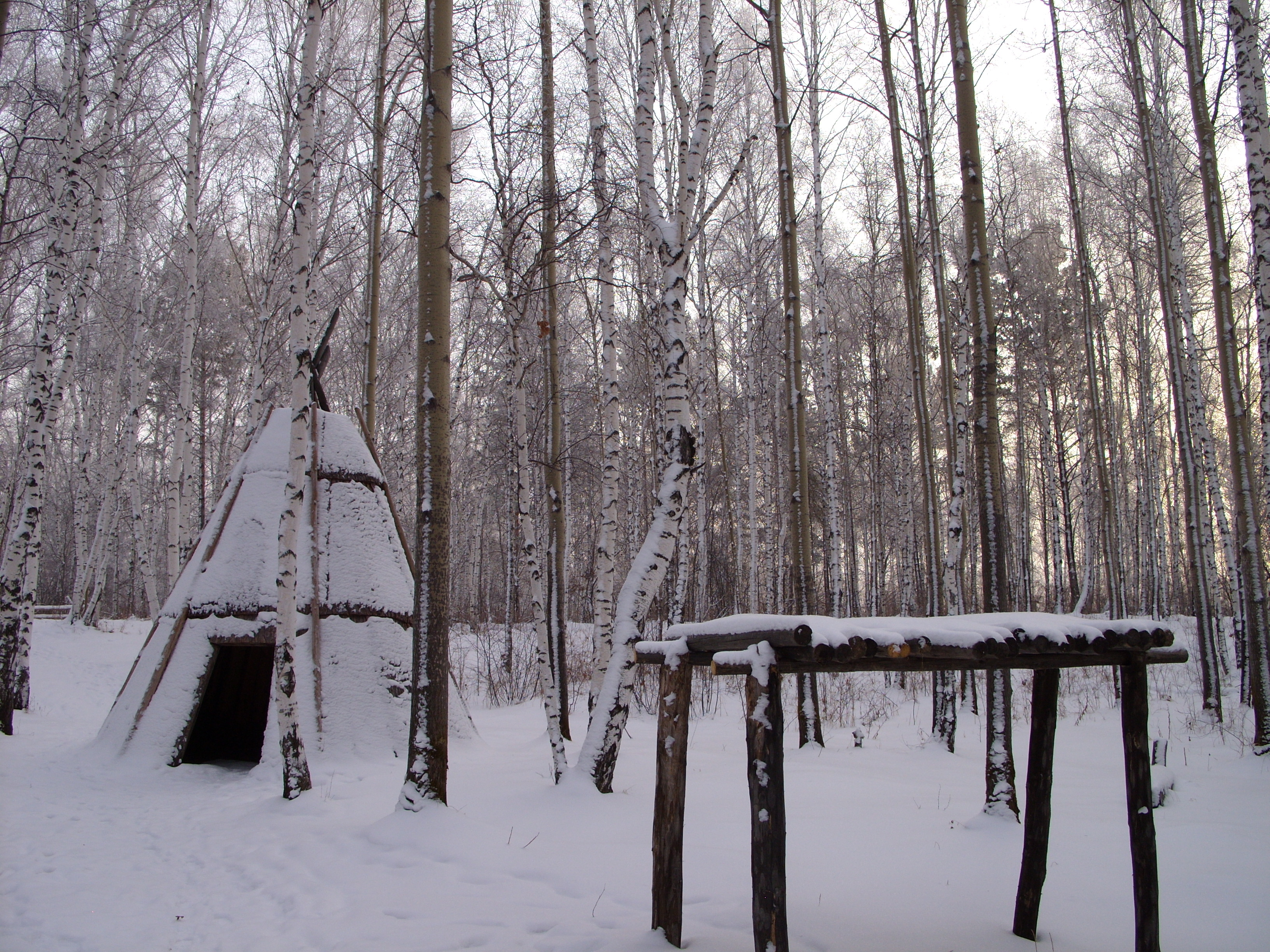
Эвенкийское стойбище
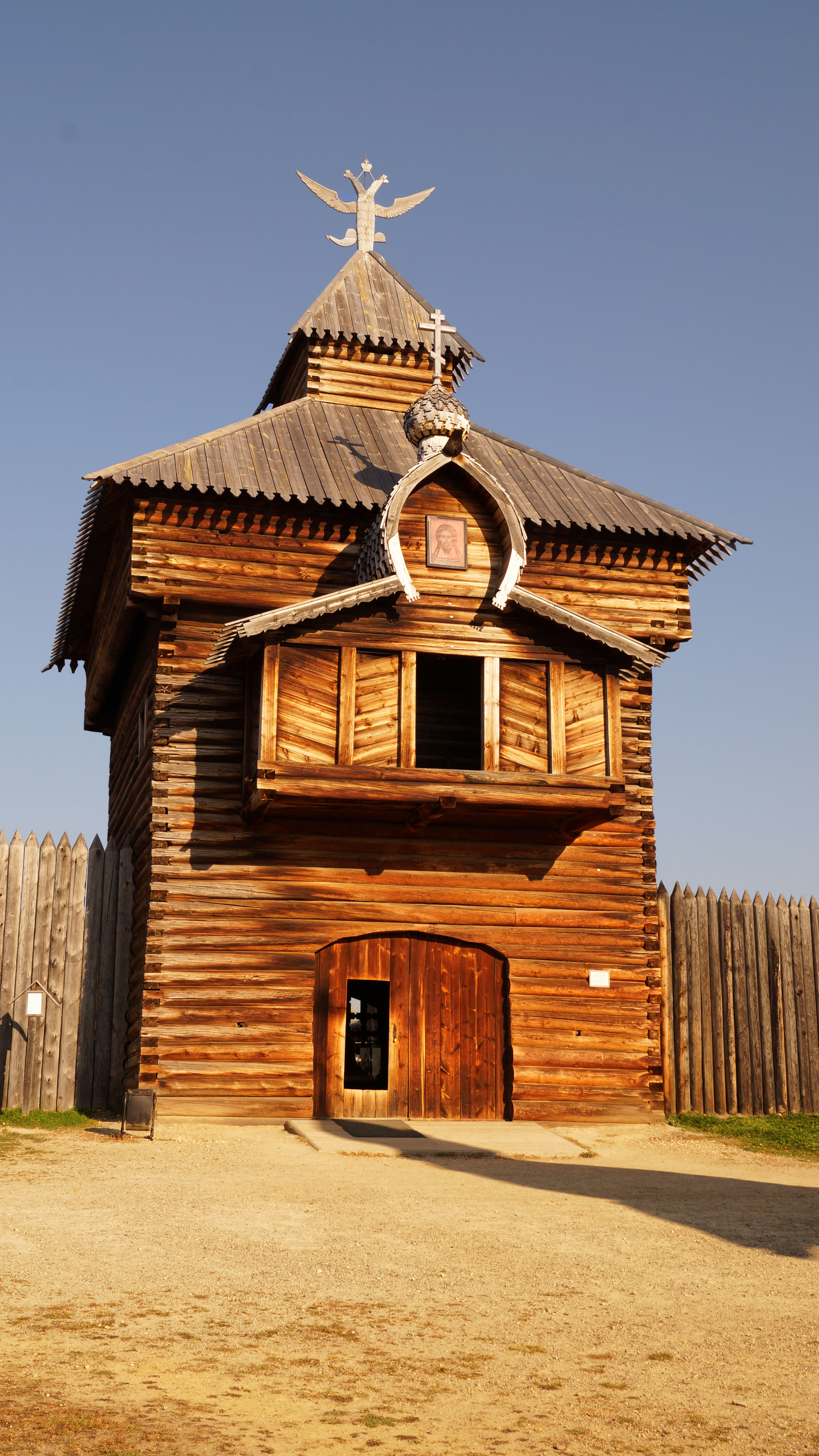
Башня Илимского острога
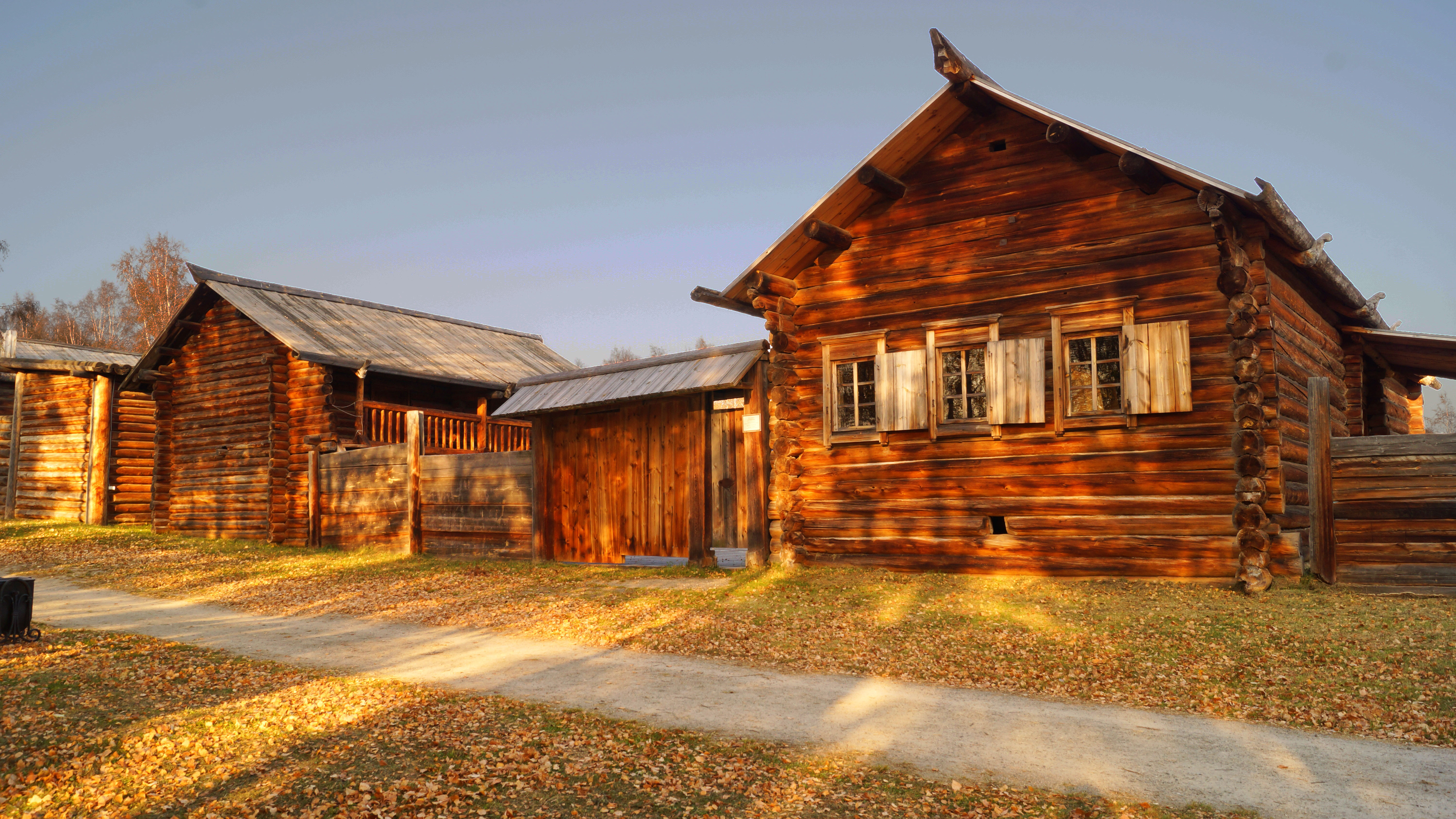
Усадьба Серышева
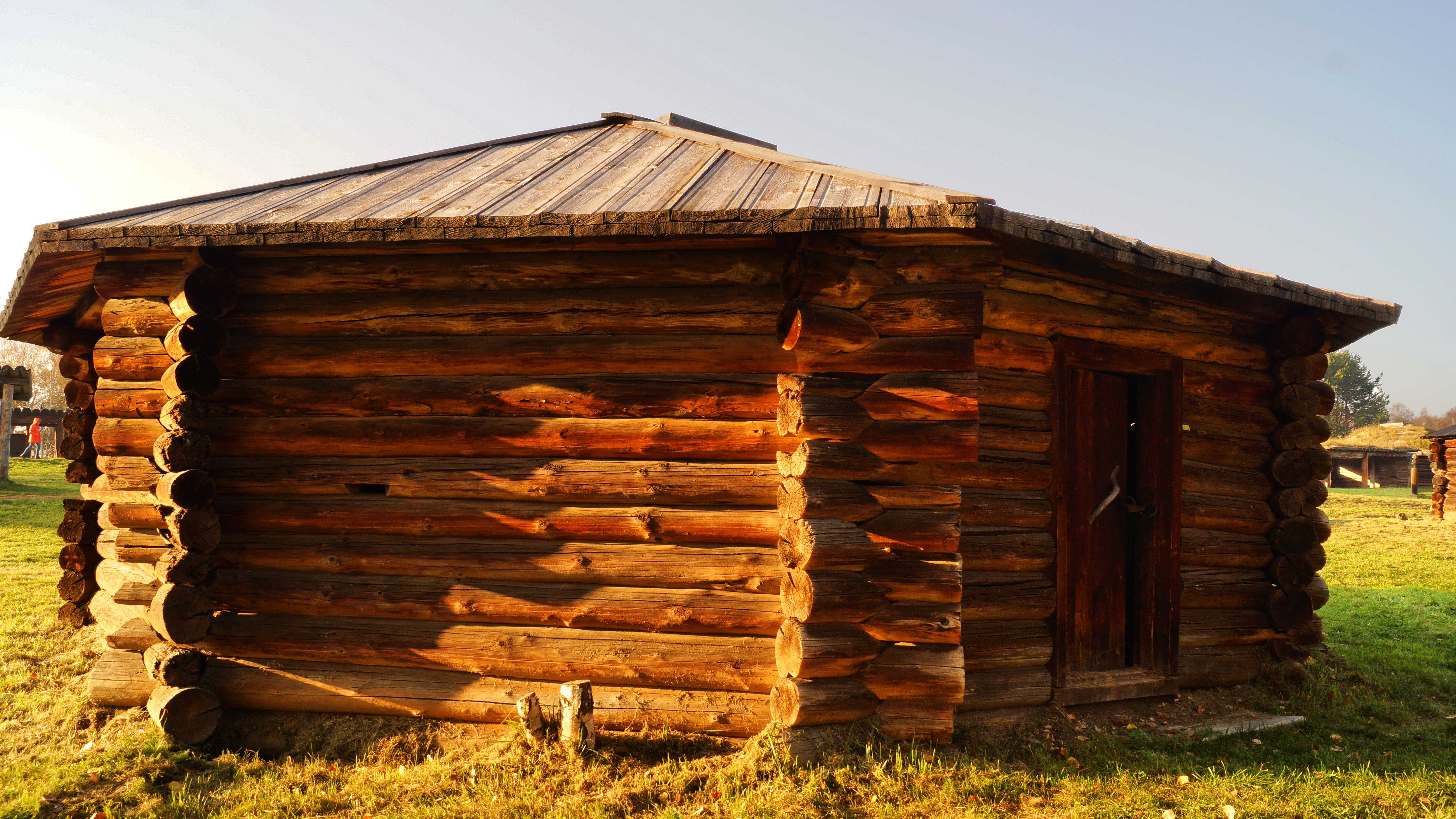
Бурятская юрта